# Charles Augustus Murray
Charles Augustus Murray, född den 22 november 1806, död den 3 juni 1895 i Paris, var en brittisk diplomat och skriftställare, yngre son till 5:e earlen av Dunmore och dotterson till 9:e hertigen av Hamilton.
Murray företog i yngre år vidsträckta resor, som han skildrade i Travels in North America during the Years 1834-1836 (1839; 3:e upplagan 1854) och den intagande, på sin tid mycket populära berättelsen ur indianlivet The Prairie Bird (1844). Han inträdde 1844 på diplomatbanan, var 1846-53 generalkonsul i Egypten och 1854-59 sändebud i Persien, där av storvesiren framställda beskyllningar mot hans heder föranledde ett engelsk-persiskt krig 1856-57. Murray erhöll 1866
knightvärdighet, var 1866-67 envoyé i Köpenhamn och 1867-74 i Lissabon samt blev 1875 medlem av Privy council.